# 정은숙 (1980년)
정은숙(鄭恩淑, 1980~ )은 대한민국의 방송 구성작가이다

## 방송
- SBS 『순간포착 -세상에 이런일이』(2010~2011)
- KBS 『소비자 고발』 작가 (2009~2010)
- MBC 『뉴스 후』(2008~2009)
- SBS 『희망 TV 24』(2008)
- KBS 『무한지대 큐』 (2007~2008)
- SBS 생방송 『출발! 모닝와이드』(2005~2007)
- SBS 『그것이 알고싶다』(2004~2005)